# 院体画

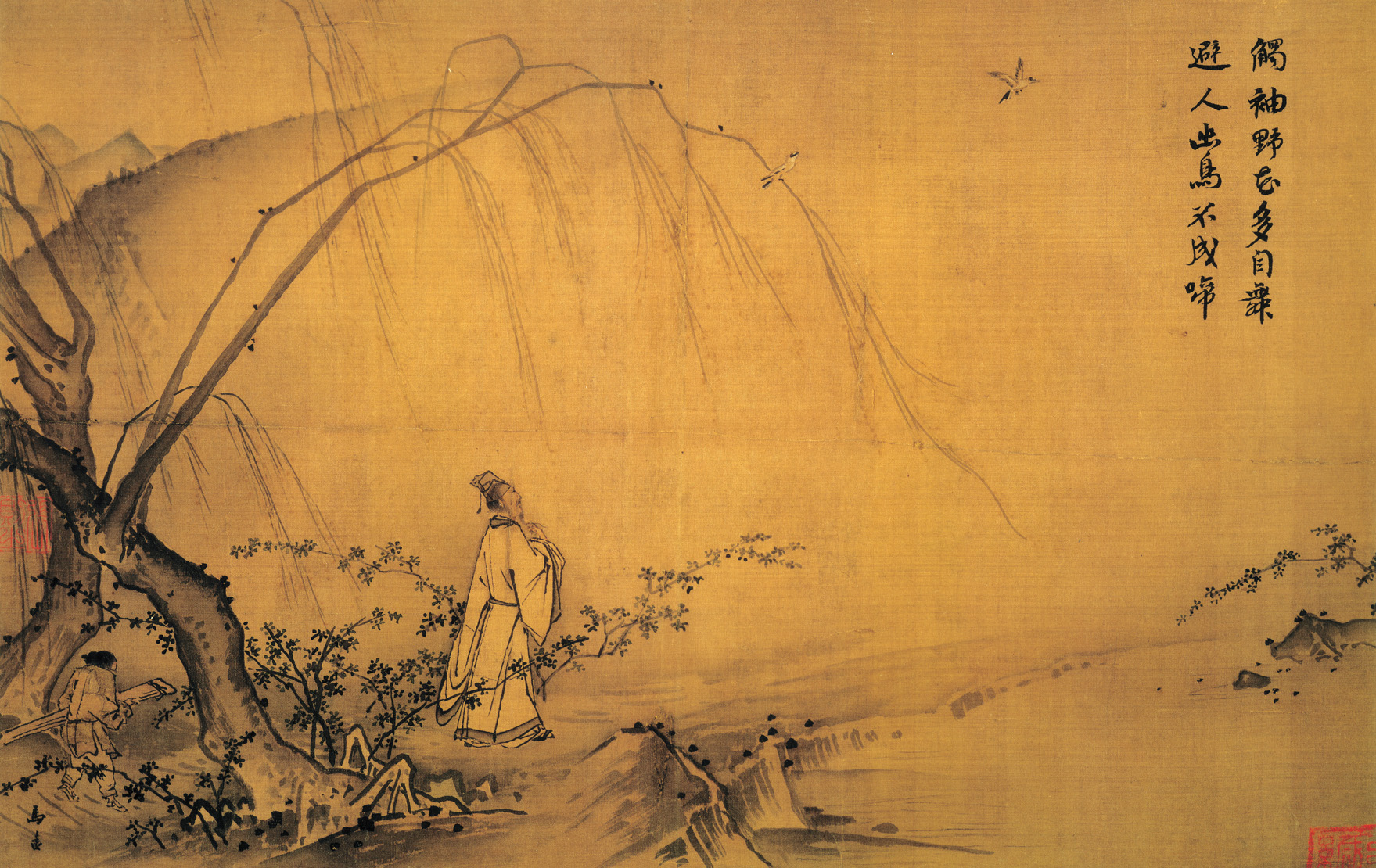
「山徑春行圖」（馬遠）

院体画，简称院画，是中国传统绘画的一种，狭义上是指中国古代皇室宫廷画家的绘画作品，广义上则包括宫廷绘画在内和受到宫廷绘画影响的中国传统绘画的一个类别，以及倾向于中国古代宫廷绘画的这种画风。院体画风格多以工整细腻、细节繁复而写实逼真为主。
院体画在宋朝最为鼎盛，宋朝前期各朝亦有一定数量的宫廷画师。宫廷绘画对中国美术发展有重要影响。两宋画院可称为历史上画院隆盛的时代，而画院的制度以此最为完备。出自院画作家的作品反映了最高统治者的审美标准，谓之院体画。
唐朝时不少画家是为宫廷的需要而创作的，描绘宫廷生活成为流行一时的绘画题材，如《明皇幸蜀图》《簪花仕女图》《虢国夫人游春图》等，都是杰出的作品。张萱、周昉是具有代表性的画家，他们的仕女画多反映宫廷题材，张萱曾供职于“画直”一职。
五代时期，各个割据政权都比较重视绘画的发展，顾闳中即为南唐画院待诏，其作品《韩熙载夜宴图》是中国美术史上极为重要的人物绘画作品。西蜀宫廷画家黄筌以其细腻富贵的画风成为这一时期宫廷绘画的代表，“黄筌富贵，徐熙野逸”可以说是中国古代主要的两种画风的分流。

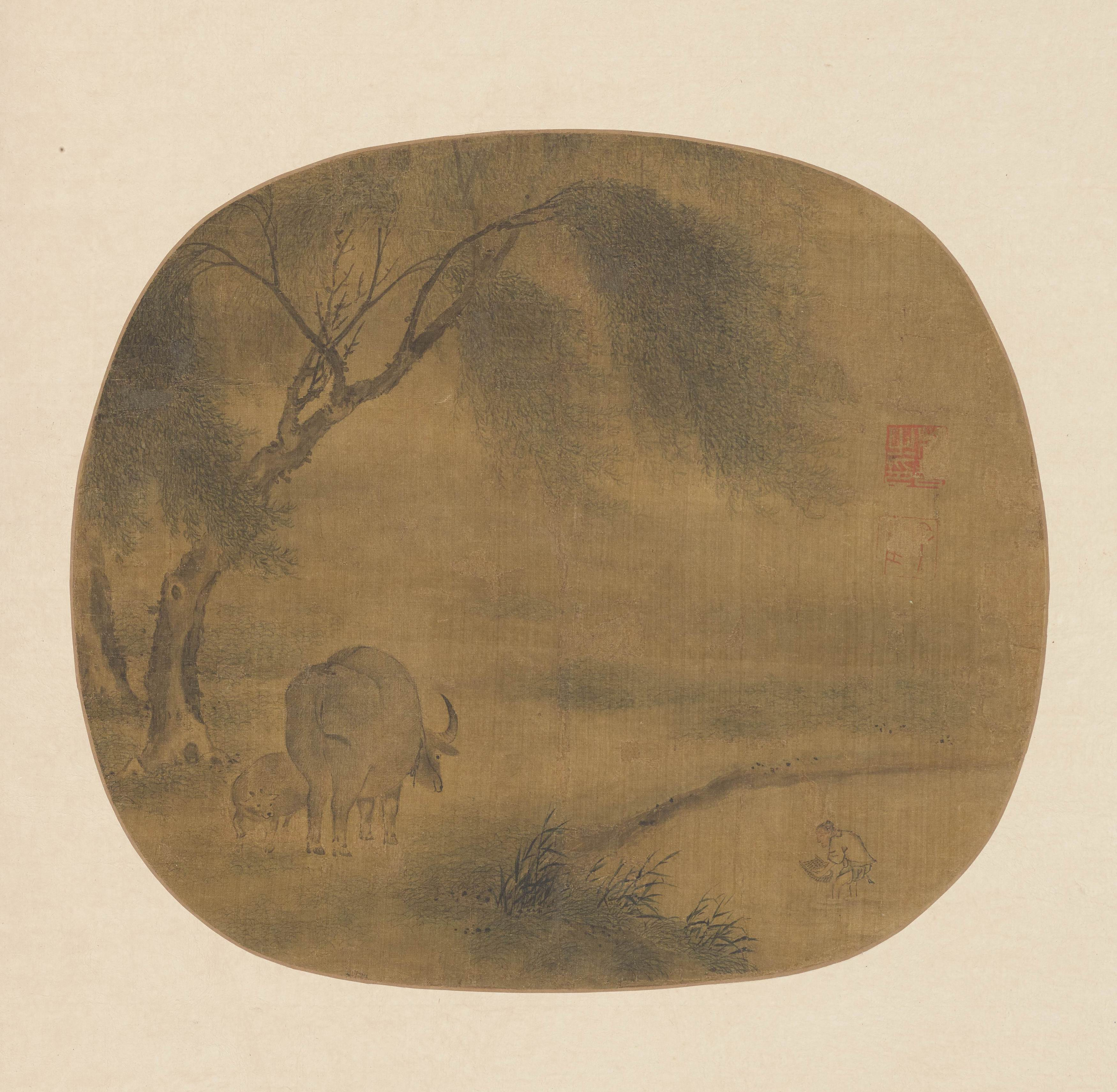
柳下双牛纨扇页，南宋院体画的代表作之一

宋朝时期院体画逐渐走向成熟。宋朝在建国之初建立了翰林图画院，然后集中了社会上的名西蜀南唐两地的画院画家。翰林图画院归内侍省管理，专门为宫廷及皇室贵族服务。画院通过考试录用或升迁人才，考试标准是：“以不仿前人，而物之情态形色俱若自然，笔韵高简为工”，既要求状物绘形的严格和写实技巧又强调立意构思，多摘取诗句为题目。宋徽宗赵佶对皇家专门的画院即宣和画院的支持，使得院体画在北宋后期达到前所未有的高峰。画院内人才济济，多是北宋影响深远的画家，如马贲、王希孟、张择端、李唐、朱锐、苏汉臣、刘益、富燮等。南宋初期则人用宣和画院旧人并补充当地画手重建画院，名家亦齐聚宫廷，有马远、夏圭、李嵩、梁楷、李迪等绘画巨匠，又一次掀起宫廷绘画高潮。
元朝时期，由于统治者的意识落后而对文化的漠视，以及对汉人和中原文化的高压政策，朝廷亦不设立专门绘画机构，所以院体画的发展基本停滞。
明清时期，朝廷逐渐恢复宫廷绘画机构，院体画又有了一定的发展。明代没有专门的画院，但有宫廷画家，多取法宋朝院画，这一时期主要以戴进、吴伟最为突出，另有边景昭、孙隆、吕纪等。
清朝设有宫廷画院处如意馆，宫廷绘画受到文人画的很多影响，但缺乏创意。郎世宁等西方传教士画家供职于皇室，对中国画在透视与写实方面进行了尝试性地探索。